# The Damn Tour
The Damn Tour (geschreven als The DAMN. Tour) is een concerttour van de Amerikaanse rapper en songwriter Kendrick Lamar, ter ondersteuning van zijn vierde studioalbum, Damn (2017). De Noord-Amerikaanse etappe van de tour begon op 12 juli 2017 in Glendale, Arizona en eindigde op 2 september 2017 in Miami. De Europese etappe van de tour begon op 7 februari 2018 in Dublin en eindigde op 5 maart 2018 in Berlijn. Ten slotte bezocht de rapper nog Oceanië en Zuid-Korea in juli 2018.
Volgens Pollstar leverde The Damn Tour 41,4 miljoen dollar op en werden er 452.387 ticket verkocht voor 36 shows in Noord-Amerika.

## Setlist
1. "DNA"
2. "ELEMENT."
3. "King Kunta"
4. "untitled 07 – 2014 - 2016"
5. "untitled 02 – 06.23.2014"
6. "Mask Off" (Future cover)
7. "Collard Greens"
8. "Swimming Pools (Drank)"
9. "Backseat Freestyle"
10. "LOYALTY."
11. "LUST."
12. "Money Trees"
13. "M.A.A.D City"
14. "XXX"
15. "PRIDE."
16. "LOVE."
17. "Bitch, Don't Kill My Vibe"
18. "Alright"
19. "Humble"

Encore
1. "FEEL."
2. "God"

## Shows
| Datum                 | Stad                  | Land                  | Venue                         | Opening acts              | Opkomst               | Opbrengst             |
| Leg 1 — North America | Leg 1 — North America | Leg 1 — North America | Leg 1 — North America         | Leg 1 — North America     | Leg 1 — North America | Leg 1 — North America |
| --------------------- | --------------------- | --------------------- | ----------------------------- | ------------------------- | --------------------- | --------------------- |
| 7 juli 2017           | Quebec City           | Canada                | Plains of Abraham             | Anderson .Paak Dead Obies |                       |                       |
| 12 juli 2017          | Glendale              | Verenigde Staten      | Gila River Arena              | Travis Scott DRAM         | 12,986 / 13,184       | $1,050,060            |
| 14 juli 2017          | Dallas                | Verenigde Staten      | American Airlines Center      | Travis Scott DRAM         | 13,362 / 13,362       | $1,352,113            |
| 15 juli 2017          | Houston               | Verenigde Staten      | Toyota Center                 | Travis Scott DRAM         | 11,441 / 11,441       | $1,249,664            |
| 17 juli 2017          | Duluth                | Verenigde Staten      | Infinite Energy Arena         | Travis Scott DRAM         | 9,846 / 9,846         | $943,090              |
| 19 juli 2017          | Philadelphia          | Verenigde Staten      | Wells Fargo Center            | Travis Scott DRAM         | 13,513 / 13,742       | $1,330,647            |
| 20 juli 2017          | Brooklyn              | Verenigde Staten      | Barclays Center               | Travis Scott DRAM         | 28,174 / 28,174       | $3,074,047            |
| 21 juli 2017          | Washington, D.C.      | Verenigde Staten      | Verizon Center                | Travis Scott DRAM         | 12,944 / 13,186       | $1,375,048            |
| 22 juli 2017          | Boston                | Verenigde Staten      | TD Garden                     | Travis Scott DRAM         | 12,773 / 12,889       | $1,400,540            |
| 23 juli 2017          | Brooklyn              | Verenigde Staten      | Barclays Center               | Travis Scott DRAM         | —                     | —                     |
| 25 juli 2017          | Toronto               | Canada                | Air Canada Centre             | Travis Scott DRAM         | 26,473 / 26,473       | $2,599,580            |
| 26 juli 2017          | Auburn Hills          | Verenigde Staten      | The Palace of Auburn Hills    | Travis Scott DRAM         | 13,070 / 13,173       | $1,301,448            |
| 27 juli 2017          | Chicago               | Verenigde Staten      | United Center                 | Travis Scott DRAM         | 24,727 / 26,316       | $2,415,331            |
| 29 juli 2017          | Denver                | Verenigde Staten      | Pepsi Center                  | Travis Scott DRAM         | 13,140 / 13,266       | $1,154,190            |
| 1 augustus 2017       | Tacoma                | Verenigde Staten      | Tacoma Dome                   | Travis Scott DRAM         | 18,590 / 18,590       | $1,278,663            |
| 2 augustus 2017       | Vancouver             | Canada                | Rogers Arena                  | Travis Scott DRAM         | 13,938 / 13,938       | $1,228,590            |
| 4 augustus 2017       | Oakland               | Verenigde Staten      | Oracle Arena                  | Travis Scott DRAM         | 14,179 / 14,179       | $1,373,996            |
| 5 augustus 2017       | Las Vegas             | Verenigde Staten      | T-Mobile Arena                | Travis Scott DRAM         | 14,499 / 14,499       | $1,439,417            |
| 6 augustus 2017       | Los Angeles           | Verenigde Staten      | Staples Center                | Travis Scott DRAM         | 40,425 / 40,425       | $3,847,175            |
| 8 augustus 2017       | Los Angeles           | Verenigde Staten      | Staples Center                | Travis Scott DRAM         | 40,425 / 40,425       | $3,847,175            |
| 9 augustus 2017       | Los Angeles           | Verenigde Staten      | Staples Center                | Travis Scott DRAM         | 40,425 / 40,425       | $3,847,175            |
| 11 augustus 2017      | Anaheim               | Verenigde Staten      | Honda Center                  | YG DRAM                   | 12,275 / 14,443       | $1,181,276            |
| 12 augustus 2017      | San Jose              | Verenigde Staten      | SAP Center                    | YG DRAM                   | 12,713 / 12,971       | $1,239,832            |
| 13 augustus 2017      | Sacramento            | Verenigde Staten      | Golden 1 Center               | YG DRAM                   | 11,191 / 12,272       | $896,190              |
| 16 augustus 2017      | Kansas City           | Verenigde Staten      | Sprint Center                 | YG DRAM                   | 10,560 / 11,161       | $728,344              |
| 18 augustus 2017      | Lincoln               | Verenigde Staten      | Pinnacle Bank Arena           | YG DRAM                   | 11,140 / 11,554       | $677,964              |
| 19 augustus 2017      | Saint Paul            | Verenigde Staten      | Xcel Energy Center            | YG DRAM                   | 14,458 / 14,614       | $1,079,941            |
| 20 augustus 2017      | Chicago               | Verenigde Staten      | United Center                 | YG DRAM                   | —                     | —                     |
| 22 augustus 2017      | Columbus              | Verenigde Staten      | Schottenstein Center          | YG DRAM                   | 11,423 / 11,733       | $802,906              |
| 23 augustus 2017      | Toronto               | Canada                | Air Canada Centre             | YG DRAM                   | —                     | —                     |
| 24 augustus 2017      | Montreal              | Canada                | Bell Centre                   | YG DRAM                   | 10,769 / 13,132       | $930,271              |
| 25 augustus 2017      | Newark                | Verenigde Staten      | Prudential Center             | YG DRAM                   | 10,314 / 10,976       | $887,745              |
| 29 augustus 2017      | Charlotte             | Verenigde Staten      | Spectrum Center               | YG DRAM                   | 10,591 / 11,082       | $686,960              |
| 30 augustus 2017      | Nashville             | Verenigde Staten      | Bridgestone Arena             | YG DRAM                   | 15,206 / 15,206       | $949,292              |
| 1 september 2017      | Tampa                 | Verenigde Staten      | Amalie Arena                  | YG DRAM                   | 12,103 / 12,353       | $834,155              |
| 2 september 2017      | Miami                 | Verenigde Staten      | American Airlines Arena       | YG DRAM                   | 12,256 / 12,718       | $1,140,921            |
| Leg 2 — Europa        |                       |                       |                               |                           |                       |                       |
| 7 februari 2018       | Dublin                | Ierland               | 3Arena                        | James Blake               | —                     | —                     |
| 9 februari 2018       | Birmingham            | Verenigd Koninkrijk   | Genting Arena                 | James Blake               | —                     | —                     |
| 10 februari 2018      | Manchester            | Verenigd Koninkrijk   | Manchester Arena              | James Blake               | 14,485 / 14,485       | $1,408,370            |
| 11 februari 2018      | Glasgow               | Verenigd Koninkrijk   | SSE Hydro                     | James Blake               | 11,854 / 11,854       | $1,089,330            |
| 12 februari 2018      | London                | Verenigd Koninkrijk   | The O2 Arena                  | James Blake               | 34,877 / 34,877       | $3,284,010            |
| 13 februari 2018      | London                | Verenigd Koninkrijk   | The O2 Arena                  | James Blake               | 34,877 / 34,877       | $3,284,010            |
| 15 februari 2018      | Frankfurt             | Duitsland             | Festhalle                     | James Blake               | —                     | —                     |
| 20 februari 2018      | Londen                | Verenigd Koninkrijk   | Wembley Arena                 | James Blake               | 10,049 / 10,049       | $996,903              |
| 22 februari 2018      | Keulen                | Duitsland             | Lanxess Arena                 | James Blake               | —                     | —                     |
| 23 februari 2018      | Amsterdam             | Nederland             | Ziggo Dome                    | James Blake               | —                     | —                     |
| 25 februari 2018      | Parijs                | Frankrijk             | AccorHotels Arena             | James Blake               | —                     | —                     |
| 26 februari 2018      | Parijs                | Frankrijk             | AccorHotels Arena             | James Blake               | —                     | —                     |
| 27 februari 2018      | Antwerpen             | België                | Sportpaleis                   | James Blake               | —                     | —                     |
| 1 maart 2018          | Kopenhagen            | Denemarken            | Royal Arena                   | James Blake               | —                     | —                     |
| 2 maart 2018          | Oslo                  | Noorwegen             | Telenor Arena                 | James Blake               | —                     | —                     |
| 3 maart 2018          | Stockholm             | Zweden                | Ericsson Globe                | James Blake               | —                     | —                     |
| 5 maart 2018          | Berlijn               | Germany               | Mercedes-Benz Arena           | James Blake               | 13,977 / 13,977       | $1,093,940            |
| Leg 3 — Oceanië       |                       |                       |                               |                           |                       |                       |
| 10 juli 2018          | Perth                 | Australia             | Perth Arena                   | SiR                       | 13,988 / 13,988       | $1,588,770            |
| 13 juli 2018          | Melbourne             | Australia             | Rod Laver Arena               | SiR                       | —                     | —                     |
| 14 juli 2018          | Melbourne             | Australia             | Rod Laver Arena               | SiR                       | —                     | —                     |
| 15 juli 2018          | Adelaide              | Australia             | Adelaide Entertainment Centre | SiR                       | —                     | —                     |
| 17 juli 2018          | Dunedin               | New Zealand           | Forsyth Barr Stadium          | SiR                       | —                     | —                     |
| 19 juli 2018          | Auckland              | New Zealand           | Spark Arena                   | SiR                       | —                     | —                     |
| 20 juli 2018          | Auckland              | New Zealand           | Spark Arena                   | SiR                       | —                     | —                     |
| 24 juli 2018          | Sydney                | Australië             | Qudos Bank Arena              | SiR                       | —                     | —                     |
| 25 juli 2018          | Sydney                | Australië             | Qudos Bank Arena              | SiR                       | —                     | —                     |
| Leg 4 — Azië          |                       |                       |                               |                           |                       |                       |
| 30 juli 2018          | Seoul                 | South Korea           | Jamsil Auxiliary Stadium      | —                         | —                     |                       |
| Totaal                | Totaal                | Totaal                | Totaal                        | Totaal                    | —                     | —                     |